# Kurt Hensel
Kurt Hensel (Königsberg (ma Kalinyingrád), 1861. december 29. – Marburg, 1941. június 1.) német matematikus.

## Tanulmányai
Kurt Hensel Észak-Poroszországban született, Königsbergben. Családjában rendkívül sok híres művész és tudós volt, ezek közül talán legismertebb Felix Mendelssohn volt. Amíg a család Königsbergben lakott, Hemsel nem járt iskolába, hanem egészen kilencéves koráig otthon tanították a szülei. Miután a család Berlinbe költözött, Hensel a Friedrich-Wilhelm Gimnázium diákja lett, ahol Schellbach volt a matematikatanára. Mivel ilyen kiváló tanára volt, és elég hamar megmutatkozott a tehetsége, hamarosan a technikai tudás mellett a tárgy szeretetét is megkapta Schellbach-tól.
A gimnázium befejeztével így már kétsége sem volt azt illetően, hogy matematikát akar majd tanulni az egyetemen. Az akkori szokás szerint Hensel sem csak egy egyetemen tanult, Berlin és Bonn egyaránt tanulmányai helyszíne volt. Tanárai között volt egyebek között Kirchhoff, Lipschitz, Kronecker és Weierstrass is. Az említett oktatók közül a legnagyobb hatást Kronecker gyakorolta rá, aki később a doktorijának témavezetője is lett a Berlini Egyetemen. Doktori disszertációjának címe Arithmetische Untersuchungen über Diskriminaten und ihre ausserwesentlichen Teiler volt, melyet 1884-ben nyújtott be. A doktori cím megszerzése után is ott maradt, folytatva a munkát, előbb a habilitációt, majd a docensi címet is megszerezte 1886-ban. 1901-ben kinevezték a Marburgi Egyetem professzorává, ahol a karrierjének további időszakát töltötte egészen 1930-as nyugdíjazásáig, mely után továbbra is a városban maradt.

## Munkássága
Hensel sok évet töltött Kronecker munkáinak szerkesztésével, melyeket aztán ki is adatott egy ötkötetes könyvsorozat keretében. Érdekesség, hogy az 5 kötet megjelenési időpontjai Hensel életének egy-egy fontos időszakához is köthetők, például az első kötet a doktori és habilitációs cím elnyerése közötti évben, az utolsó pedig a nyugdíjba vonulásának évében jelent meg.
Hensel továbbvitte oktatójának, Kroneckernek a kutatását az algebrai számsík aritmetikus fejlesztésének témakörében, majd 1897-ben a Weierstrass-féle hatványozási módszer az algebrai függvényekre elvezette a p-adikus számok felfedezéséhez, mely igen nagy szerepet játszott a matematika későbbi fejlődésében. Képletének segítségével képes volt a kvadratikus formulák elméletében számos tétel bizonyítására, illetve a számelmélet egyéb területein is sikerrel alkalmazta.
Hensel 1901-től a tekintélyes Crelle’s Journal szerkesztője, illetve 1931-ben a oslói egyetem tiszteletbeli doktorává avatták.
Kurt Hensel 1941-ben halt meg, ezután egy évvel a menye a matematikai könyvtárának több mint 100 darabját adta el a strassbourgi Reichs Egyetemnek.